# Axel Ciuffo
Axel Ciuffo (* 9. März 1988 in San Carlos de Bariloche) ist ein argentinischer Biathlet und Skilangläufer.

## Karriere

### Biathlon
Axel Ciuffo bestritt seine ersten internationalen Rennen 2004 in der Haute-Maurienne bei den Junioren-Weltmeisterschaften, bei denen er 74. des Einzels und 75. des Sprints wurde. 2007 kamen in Martell ein 82. Platz im Einzel und ein 81. Rang im Sprint hinzu. Zwischen 2006 und 2008 nahm er auch immer wieder an Rennen des Biathlon-Europacupsder Junioren teil. 2008 bestritt er sein erstes IBU-Cup-Rennen bei den Männern und belegte in Obertilliach Rang 172 im Sprint. In Nové Město na Moravě schaffte er es in der folgenden Saison bei einem Einzel auf den 85. Platz, womit er seine insgesamt beste Platzierung in der Rennserie erreichte. Ciuffo startete im August 2010 bei den Biathlon-Südamerikameisterschaften in Portillo und seinem Heimatort Bariloche. Bei der Meisterschaft, die als Rennserie ausgetragen wurde, belegte er in der Gesamtwertung, in die drei der vier Rennen eingingen, belegte er insgesamt den fünften Platz. Auch 2012 nahm Ciuffo an den Meisterschaften teil und wurde zweimal Zweiter. Unregelmäßig nimmt der Argentinier bis heute an IBU-Cup-Rennen teil, kommt aber nur selten in Rennen unter die besten 100. 2022 nahm er erstmals an Europameisterschaften teil, in Einzel und Sprint wurde er 107. und 117.

### Skilanglauf
2016 nahm Axel Ciuffo erstmals an FIS-Skilanglaufbewerben in Brasilien teil, fast ausnahmslos in Südamerika lief der Argentinier bis 2021. Im Dezember dieses Jahres lief er in Ulrichen, Seefeld und Campra verschiedene Rennen im Alpen- und FIS-Cup.

## Statistiken

### Juniorenweltmeisterschaften
Ergebnisse bei den Juniorenweltmeisterschaften:
| Weltmeisterschaften | Weltmeisterschaften | Einzel | Sprint | Verfolgung | Staffel |
| Jahr                | Ort                 | Einzel | Sprint | Verfolgung | Staffel |
| ------------------- | ------------------- | ------ | ------ | ---------- | ------- |
| 2004                | Haute-Maurienne     | 74.    | 75.    | –          | –       |
| 2007                | Martell             | 82.    | 81.    | –          | –       |
| 2008                | Ruhpolding          | –      | 83.    | –          | –       |